# (38018) Louisneefs
1998 LN2 (asteroide 38018) é um asteroide da cintura principal. Possui uma excentricidade de 0.15278580 e uma inclinação de 9.48066º.
Este asteroide foi descoberto no dia 1 de junho de 1998 por Eric Walter Elst em La Silla.